# Synagoga w Woli Michowej
Synagoga w Woli Michowej – nieistniejąca, drewniana synagoga znajdująca się w Woli Michowej. Mieściła się na skraju wsi, a jej dokładna lokalizacja nie została ustalona.
Synagoga została zbudowana przed 1870 rokiem z inicjatywy chasydów. Była obok synagogi kahalnej jedną z dwóch wolno stojących bożnic we wsi. Podczas II wojny światowej, w 1942 roku hitlerowcy zdewastowali synagogę. W lecie 1947 roku, podczas tzw. „akcji żniwnej”, oddziały UPA spaliły całkowicie Wolę Michową, nie pozostało dosłownie nic z dawnych zabudowań.